# شريطيات حقيقية
الشريطيات الحقيقية (الاسم العلمي: Eucestoda) هي أوسع تحت طائفة من الحيوانات تتبع طائفة الديدان الشريطية. يرقاتها سداسية الشصوص (لها ست سنارات على الرأس) خلافا لعشارية الشصوص (10 سنارات) الشَّرْطاوات.

## التصنيف
- حلقيات المحاجم
  - المحرشفات